# Guggenheimmuseet i Helsingfors

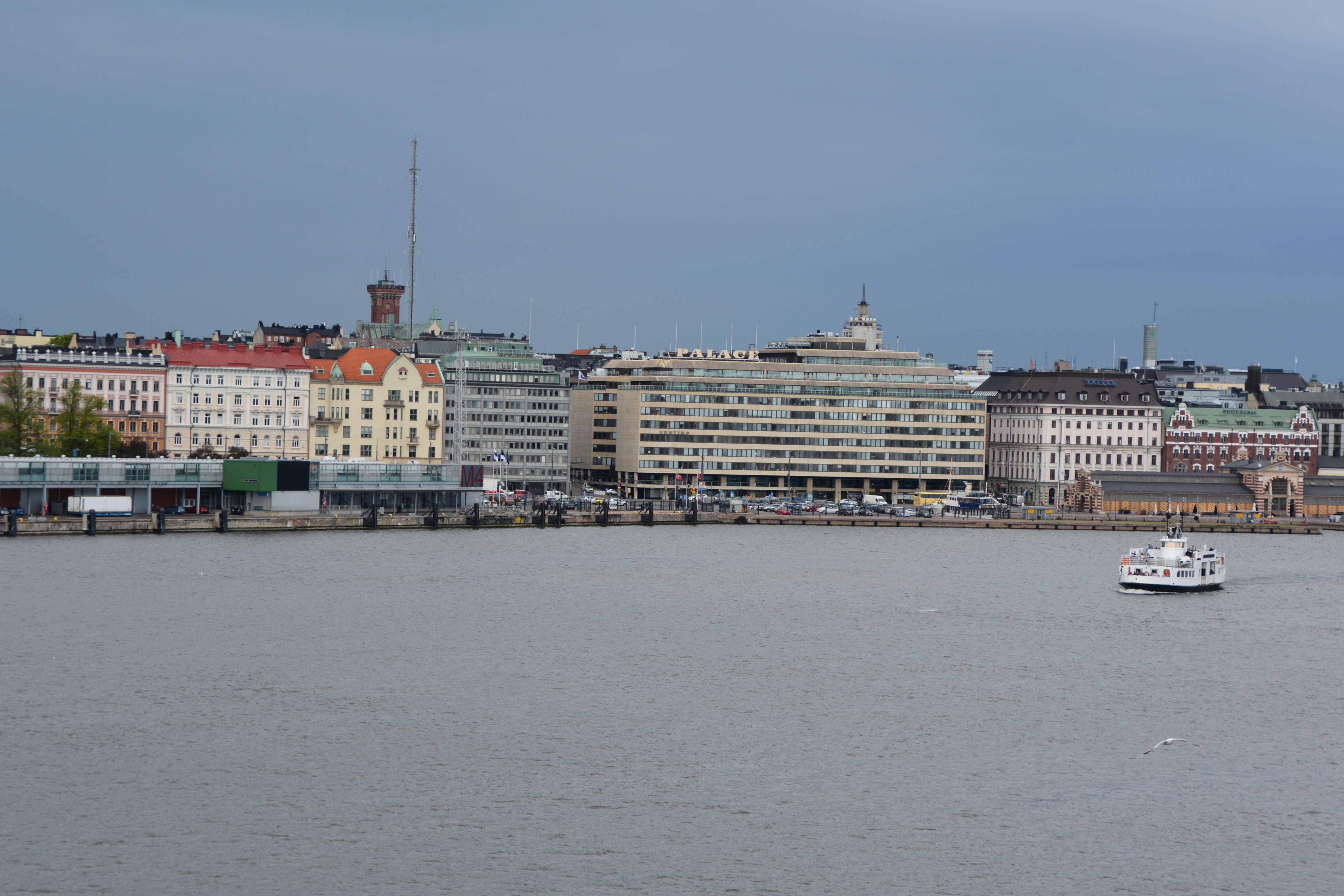
Föreslaget läge i Södra hamnen.

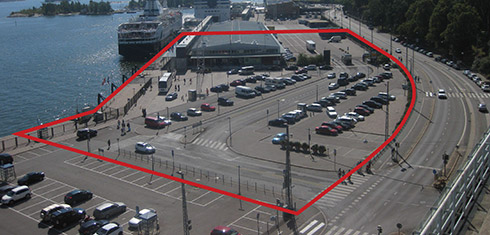
Föreslagen tomt.

Guggenheimmuseet i Helsingfors var en föreslagen konsthall i Helsingfors, vars planer avslogs i november 2016 av Helsingfors stadsfullmäktige.
Konsthallsprojektet Guggenheim Helsinki diskuterades av stiftelsen Solomon R. Guggenheim Foundation i New York och myndigheter i Finland och innefattade en föreslagen av Finland finansierad ny konsthallsbyggnad vid Skeppsbrokajen i Helsingfors och ett upplägg med utställningar från Guggenheimstiftelsen. 
Helsingfors stadsstyrelse sade nej 2012 till ett första förslag av kostnadsskäl. Guggenheimstiftelsen lade fram ett nytt förslag 2013. Guggenheimstiftelsen bildade tillsammans med andra intressenter Understödsstiftelsen för Guggenheim Helsingfors i Helsingfors våren 2014.

## Arkitekttävling
Guggenheimstiftelsen utlyste i juni 2014 en arkitekttävling. I december 2014 valdes sex förslag av sammanlagt över 1 715 inkomna ut för en andra etapp arkitekttävlingen. Förslagen valdes ut av en elva personer stor jury, i vilken ingick bland andra Yoshiharu Tsukamoto från Atelier Bow-Wow och Jeanne Gang.
Förslag från sex arkitektbyråer togs ut i den första fasen:
- AGPS Architecture i Zürich och Los Angeles
- Asif Khan i London
- Fake Industries Architectural Agonis i New York, Barcelona och Sydney
- Haas Cook Zemmrich Studio2050 i Stuttgart
- Moreau Kusunoki Architects i Paris
- SMAR Architecture Studio i Perth och Madrid

Förslaget Art in the City från Moreau Kusunoki Architects utsågs till vinnare i arkitekttävlingens andra omgång i juni 2015.